# يوسوك كون
يوسوك كون (باليابانية: 今洋祐) هو لاعب هوكي الجليد ياباني، ولد في 21 سبتمبر 1978 في كيتاهيروشيما في اليابان.

## وصلات خارجية
- يوسوك كون على موقع EliteProspects.com (الإنجليزية)
- يوسوك كون على موقع Eurohockey.com (الإنجليزية)